# Sarah Macaulay

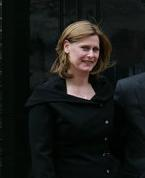
Sarah Brown em 2008.

Sarah Macaulay Brown (Buckinghamshire, outubro de 1963) é esposa do ex-primeiro-ministro da Grã-Bretanha, Gordon Brown. Sarah também é sócia fundadora da Hobsbawm Macaulay cuja empresa trabalha no ramo de relações públicas.
Formada na Universidade de Bristol, ela foi a sucessora de Cherie Blair, esposa do ex primeiro-ministro Tony Blair.